# Krotî, Prîlukî
Krotî (în ucraineană Кроти) este un sat în comuna Kanivșciîna din raionul Prîlukî, regiunea Cernihiv, Ucraina.

## Demografie
Componența lingvistică a localității Krotî
     Ucraineană (100%)
Conform recensământului din 2001, toată populația localității Krotî era vorbitoare de ucraineană (100%).